# San Mateo Tlaltenango
San Mateo Tlaltenango (Cuajimalpa, CDMX) es un pueblo originario de la Ciudad de México, ubicado en la 
alcaldía de Cuajimalpa de Morelos.

## Población
En San Mateo Tlaltenango habitan alrededor de 15,700 personas en 3,970 casas. Se contabilizan 474 personas por km², con una edad promedio de 26 años y una escolaridad promedio de 10 años cursados.

## Origen
La fundación se desconoce, pero la primera referencia directa al pueblo se halla en el Códice Quauhximalpan en su página 22 y en la relación de pueblos y villas que Hernán Cortes presentó para firmar su Marquesado del Valle de Oaxaca. Se ha considerado que su población se formó sobre la base de grupos nahuas y otomíes.

## Etimología
El nombre indígena del pueblo proviene de la palabra náhuatl, Tlaltenango,  Tlalli = tierra, Tenanil = muro, Co= en; En los muros de tierra o Tierra amurallada. Quauxochtenco en la tierra del madera o dique.

## Historia
En la época colonial San Mateo recibió primeramente el patronato de San Juan Bautista, por lo que su iglesia fundada el 24 de junio de 1573 fue dotada por frailes franciscanos de una imagen del santo y mártir, misma que fue llevada por los carmelitas al convento de Tenancingo en el Estado de México en 1700, aunque como se dijo en el códice Cuauhximalpan se le nombra con el nombre de San Mateo.  La figura de San Juan Bautista fue llevada por los frailes carmelitas ya que cuenta la leyenda, cuando estos buscaban un lugar donde hacer un nuevo convento, un viejo nahua con las facciones de la figura del santo fue quien les indicó el lugar preciso, por lo que consideraron una intervención divina el hecho, esto resultó el Convento del Desierto de los Leones.

### Independencia
En la época independentista fue usado como base por los ejércitos realistas, para combatir a las gavillas de insurgentes que atacaban en el área. 

### México independientesigloXIX
En el siglo XIX, San Mateo fue un escenario escaso dada su lejanía de los caminos principales. En 1828 tras la independencia y el abandono de las tierras del Convento les fueron repartidas las mismas entre los pueblos de San Mateo Tlaltenango y San Bernabe, este último en la actual Delegación La Magdalena Contreras.

### Revolución
Durante la revolución el poblado fue ocupado por varios de los ejércitos contendientes, en especial el zapatista, entre los enfrentamiento se cuenta que el de octubre de 1915 fue especialmente horrendo para los habitantes ya que un mes antes los zapatistas habían atacado los pueblos del valle, donde fuerzas carrancistas los rechazaron por lo que al ser perseguidos y vencidos por los carrancistas, barrieron con todo, dejando en la ruina al pueblo. De esta época se recuerda especialmente al Gral. zapatista Valentín Reyes Nava, el cual fusilo y mutiló a muchos habitantes de la zona por el simple hecho de ser sospechosos de congeniar con los Constitucionalistas.

### Pos Revolución
En 1944 se lleva a cabo la pavimentación del camino que lleva de Santa Fe a Cuajimalpa y la desviación que parte de la actualmente llamada "Y" de San Mateo al pueblo lo que permite llevar varios servicios en los años posteriores. Por estas mismas fechas se amplia y pavimenta la carretera interior del Desierto de los Leones, que conecta a los pueblos de Santa Rosa Xochiac, San Mateo Tlaltenango, El Convento del Desierto y La Venta.
En el año de 1953 bajo el gobierno del delegado Don Juan Ascensión Almaraz se introdujo el servicio de agua corriente y electricidad, de estas la de agua era un reclamo que llevaba centurias ya que San Mateo Tlaltenango había tenido dificultades con el vecino pueblo de Santa Rosa Xochiac por las fuentes de agua. En 1954 se inaugura la primera escuela primaria del pueblo y en 1963 la segunda.

#### Actualidad
El 31 de enero de 1981, el entonces presidente Lic. José López Portillo emitió un decreto por el cual a la Comunidad Agraria de San Mateo Tlaltenango se le reconocía la propiedad del 80% de las tierras del Desierto de los leones mismas que le permiten administrar el parque nacional, además de las tierras del valle de las Monjas y del Conejo, en las cuales los comuneros y algunos privados han empezado a desarrollar proyectos de ecoturismo

## Tradiciones y ferias
Una de sus principales tradiciones es la fiesta de carácter religioso que se celebra el 21 de septiembre en honor a San Mateo Apóstol, también se lleva a cabo la fiesta dedicada a El Sagrado Corazón de Jesús a principios del mes de junio y en ese mismo mes el 24 se lleva igual una fiesta dedicada a San Juan Bautista.
La celebración mayor es dedicada al Santo Patrono San Mateo Apóstol, durante esta celebración, que dura aproximadamente tres días, se presentan bailes regionales, danzantes, arrieros, cantantes diversos, hay feria, quema de fuegos artificiales por la noche y baile a campo abierto, es una festividad muy arraigada.
En la actualidad, los grandes desarrollos empresariales(como lo es el centro comercial Santa Fe) que se siguen creando han provocado que se esté perdiendo su caràcter de pueblo y consecuentemnete sus tradiciones.

## Ubicación y geografía
El pueblo de San Mateo Tlaltenango se encuentra en la alcaldía Cuajimalpa de Morelos en una loma que baja del cerro La Palma, tiene una extensión de 7.0 km², lo que representa poco más del 1% de la extensión delegacional, ubicado en las coordenadas 19° 20’ 31.68” Norte, 99° 16’ 46.49” Oeste, a una altitud de 2670 m s. n. m., colinda al norte con los pueblos de San Pedro Cuajimalpa, El Contadero y Bosques de Santa Fe; al sur-oriente con Villa Verdún, al sur con los pueblos de San Bartolo Ameyalco y Santa Rosa Xochiac (Estos dos en la alcaldía Álvaro Obregón); y al poniente con el Parque nacional Desierto de los Leones.

### Clima y vegetación
Su clima es de montaña de altura con temperaturas medias de 12 °C, por lo que es una zona fría y con bosques de árboles de hojas perenes, sobre todo pinos.

## Economía
La zona se dedica primordialmente como zona dormitorio, ya que la mayoría de sus habitantes trabajan en otras zonas del Distrito Federal, hay una incipiente actividad ganadera y agrícola, su cierta lejanía, medios de comunicación y caminos, ambiente rural y baja polución ambiental ha motivado una gran actividad de bienes inmuebles dirigidos a niveles socioeconómicos altos. Lo que ha provocado ciertas luchas y pleitos entre los habitantes originarios y los recién llegados, ya que problemas tradicionales como agua se han agudizado, por otro lado esta la tenencia de la tierra, la cual han sido paulatinamente alejada de su vocación agrícola para desarrollar zonas habitacionales, cambiando el uso de suelo, como una zona próxima a Santa Fe que fue expropiada para crear un reclusorio, pero luego fue cambiado su uso de suelo para ser intercambiado por la obra con la constructora de los Puentes de los Poetas

## Transporte
San Mateo es un pueblo bien comunicado, cuenta con salidas al centro de la Ciudad de México, Toluca, Hiuxquilucan y recientemente al Sur de la ciudad con la nueva ruta de peaje hacia Luis Cabrera en Magdalena Contreras y la caseta a Cuernavaca. 
Las principales rutas de Transporte Público son la 5 -Que va de Santa Rosa Xochiac, pasando por San Mateo Tlaltenango, Santa Fe y Tacubaya; La Ruta 4, que va de Santa Rosa Xochiac, San Mateo Tlaltenango, Cuajimalpa y el Yaqui; La Red de Transporte Colectivo RTP, de San Mateo, Santa Lucía, Mixcoac y Metro Zapata.
Aún con estos medios de transporte, es difícil contar con un transporte eficiente, ya que se tiene que esperar más de 30 minutos para poder subir a un trasporte público.
Estas se interconectan con ramales y Centros de Transferencia Modal, como Cafeteros-Las Águilas, Paradero Santa Fé-San Fernando, Puerta Grande, Balderas y Miguel Ángel de Quevedo.
La complicada entrada al pueblo, hace que el traslado llegue a ser hasta de 120 minutos de terminal a terminal, aunque en vehículo no es muy diferente la situación. 
El transporte dentro del pueblo, se realiza por 2 principales sitios de taxi, La Capilla y los Piratas. Estos últimos se han ido incrementando, resultado de la mala administración y los escasos recursos que tiene la población.

## Lugares históricos

### Iglesia de San Mateo Tlaltenango
La construcción de la Iglesia inició en 1571 por los llamados Padres Franciscanos dedicada entonces a san Juan bautista quien se dice guio a los padres franciscanos para erigir allí su Iglesia, años luego este mismo santo indicó a los carmelitas donde construir el Convento del Desierto de los Leones, por lo que al mudarse se llevaron la imagen, por lo que en 1700 los pobladores dedicaron la iglesia a San Mateo. La iglesia tiene una fachada de estilo barroco, con efigies del Santísimo y la Virgen María, rematada por un frontón triangular, con dos campanarios el norte con dos campanas y el sur con una campana, su planta es de una sola nave con un proceso y dos medias cúpulas, las ventanas están decoradas con vitrales alegóricos al cristianismo, en los muros se encuentran pinturas religiosas del siglo XVI.
Durante una remodelación de la fachada cuando se le agregó la cantera, la fachada tenía un reloj mecánico que con campanas anunciaba la hora, este reloj fue desmantelado durante los trabajos y no se sabe su destino.

## Subdivisión San Mateo Tlaltenango
Con el paso del tiempo el pueblo ha crecido por lo que hoy en día se han creado dentro de su poligonal las Unidades Habitacionales La Cañada y Cruz Manca. Además de que por su cercanía tiene parte del pueblo de Santa Rosa Xochiac en su territorio.